# Brutzeit
Als Brutzeit wird in der Ornithologie jene Jahreszeit bezeichnet, in der eine bestimmte Art zur Fortpflanzung schreitet. Die in den Eiern befindlichen Embryonen benötigen für ihre Entwicklung gleichmäßige Temperaturen, die meist höher als die Umgebungstemperaturen sind. Als Warmblüter können die Vögel mit ihrer Körperwärme die Entwicklung der Embryonen initiieren (starten) und aufrechterhalten. Dazu sitzen die Elternvögel während der gesamten Brutdauer auf dem Nest und sorgen für eine gleichmäßige Temperatur der Eier. Sobald die Küken weit genug entwickelt und lebensfähig sind, durchbrechen sie die Eischale und schlüpfen.